# Bashkimi Kombëtar
Bashkimi Kombëtar var en albansk tidning 1928-29 samt 1936-37 med politisk och samhällelig inriktning. Den grundades av utlandsalbaner som var antizogister och utgavs också på franska och tyska.